# I Tre Regni
I Tre Regni è un videogioco di strategia in tempo reale, ambientato in Cina fra il 182 d.C. e il 280 d.C. (detto periodo dei Tre Regni) con molte notizie storiche, sviluppato da OverMax Studios e pubblicato nell'anno 2001 per Windows.

## Modalità di gioco
C'è una campagna per il gioco in singolo con la scelta di uno dei Tre Regni della Cina (Shu, Wei e Wu) e del livello di difficoltà (Facile, Normale o Difficile).
Poi sono presenti anche alcune mappe e battaglie, che sono utilizzabili sia per il gioco in gruppo su LAN o su Internet che nel gioco in singolo contro il computer.
L'area di gioco è distinta in due livelli: una mappa regionale dove avvengono i grandi movimenti di unità e una mappa per ogni singola città, dove avvengono le costruzioni, la produzione di risorse (che non sono in comune, ma relative ad ogni città) e gli assedi. Le truppe hanno bisogno di cibo per non perdere energie, anche quando si muovono sulla mappa regionale, e occorre trasportarlo dalle città con carri e accampamenti. La nebbia di guerra ha un funzionamento insolito: le zone esplorate rimangono completamente visibili anche quando le proprie unità si allontanano, ma solo temporaneamente, perché la parte completamente nascosta tende lentamente a espandersi di nuovo.